# Alorton
Alorton é uma vila localizada no estado americano de Illinois, no Condado de St. Clair.

## Demografia
Segundo o censo americano de 2000, a sua população era de 2749 habitantes. 
Em 2006, foi estimada uma população de 2578, um decréscimo de 171 (-6.2%).

## Geografia
De acordo com o United States Census Bureau tem uma área de 
4,6 km², dos quais 4,6 km² cobertos por terra e 0,0 km² cobertos por água.

## Localidades na vizinhança
O diagrama seguinte representa as localidades num raio de 8 km ao redor de Alorton. 